# 弗留利新堡
弗留利新堡（義大利語：Castelnovo del Friuli）是意大利波代诺内省的一个市镇。总面积22.59平方公里，人口951人，人口密度42.1人/平方公里（2009年）。ISTAT代码为093011。